# Pseudotanais (Pseudotanais) jonesi
Pseudotanais (Pseudotanais) jonesi is een naaldkreeftjessoort uit de familie van de Pseudotanaidae. De wetenschappelijke naam van de soort is voor het eerst geldig gepubliceerd in 1977 door Sieg.

## Beschrijving
Mannetjes van Pseudotanais jonesi zijn ongeveer 1 mm lang, terwijl vrouwtjes 0,8-1,0 mm lang zijn. Er zijn geen ogen of oogkwabben op het hoofd aanwezig. De mannetjes lijken erg op P. forcipatus, de enige andere soort in de familie die rond de Britse Eilanden voorkomt. Bij vrouwtjes is het kopborststuk ongeveer 1,5 keer zo breed als lang en driehoekig. Zowel het endopodiet als het exopodiet van de uropodieten van de vrouwtjes zijn twee-gesegmenteerd, terwijl de mannetjes een endopodiet met drie segmenten hebben.

## Verspreiding
Pseudotanais jonesi is slechts op een paar locaties rond de Britse Eilanden ontdekt. Het is naar verluidt "vrij algemeen" op het eiland Man, waar het leeft in modderige substraten op een diepte van 32-90 meter; het komt ook voor op een diepte van 20-38 meter in Loch Creran en de Lynn van Lorn in het westen van Schotland.